# ワンダー・バー

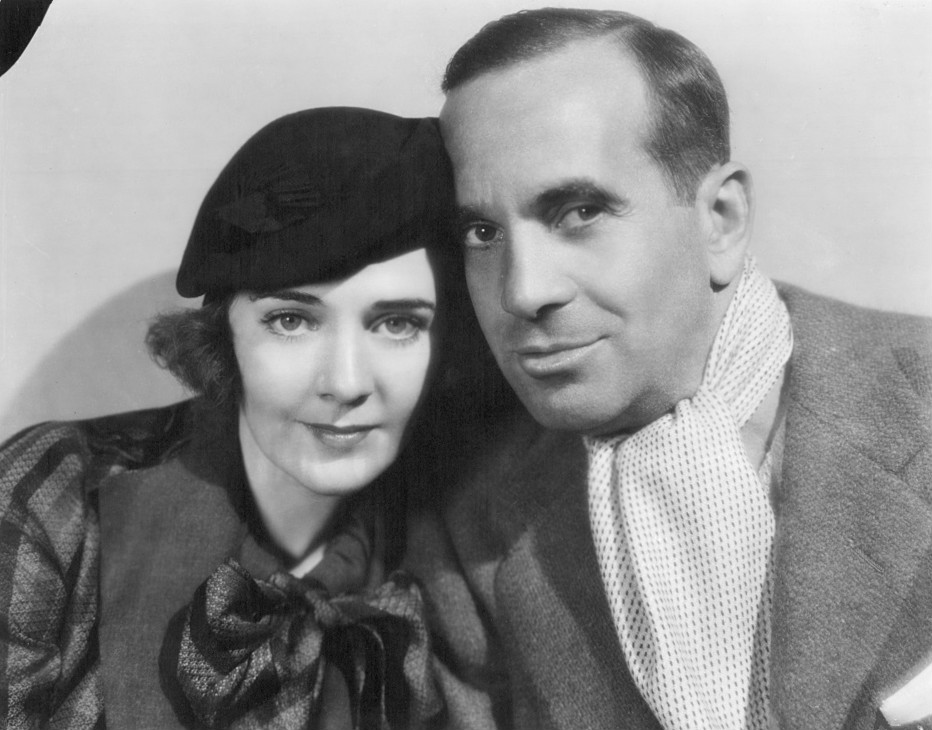
ルビー・キーラーとアル・ジョルソン

『ワンダー・バー』(Wonder Bar) は、1934年のアメリカ合衆国のプレコードの映画。ブロードウェイ・ミュージカル『ワンダー・バー』の映画化である。
ロイド・ベーコンが監督、バスビー・バークレーがミュージカル・シーンの監督を務めた。
アル・ジョルソン、ケイ・フランシス、ドロレス・デル・リオ、リカルド・コルテス、ディック・パウエル、ガイ・キビー、ルース・ドネリー、ヒュー・ハーバート、ルイーズ・ファゼンダ、フィフィ・ドーセイ、マーナ・ケネディ、ヘンリー・オニール、ロバート・バラット、ヘンリー・コルカー、スペンサー・チャーターズが出演した。当時この作品は際どいとされ、ヘイズ・コードにほぼ反していた。題名はドイツ語で「wonderful」を意味する「wunderbar」をもじったものである。

## 概要
パリのナイトクラブ「ワンダー・バー」での日常を描く。ロマンスと、死に至るシリアスな対立という2つのストーリーを中心に進む。時々織り込まれる豪華なミュージカル・シーンが作品を盛り上げる。
プラット(ヒュー・ハーバート)ともう1人のビジネスマン(ホバート・カバナー(クレジット無し))はしばしば泥酔する。マネージャーであるアル・ワンダー(アル・ジョルソン)の店内で行なわれるショーでのMCが冴えわたる。ドイツ陸軍士官フォン・フェリング(ロバート・バラット)をめぐって物語はシリアスになっていく。株で儲けようとしたフェリングは多くの投資で失敗し、自殺前に一夜限りの関係を求めてワンダー・バーに行く。アルはフェリングの計画を知る。
一方で複雑な恋愛模様が繰り広げられる。バーの売りはイネス(ドロレス・デル・リオ)率いるラテン・ダンス・グループである。アルは密かにイネスに恋しているが、イネスはハリー(リカルド・コルテス)に夢中である。しかしハリーは、著名なフランス人銀行家ルノー(ヘンリー・コルカー)の妻であるリアーヌ(ケイ・フランシス)と不倫している。イネスはハリーとリアーヌがアメリカに駆け落ちしようとしていることを知り、クライマックスを迎える。嫉妬に狂ったイネスはハリーを殺害する。

## 配役
- アル・ワンダー：アル・ジョルソン
- リアーヌ：ケイ・フランシス
- イネス：ドロレス・デル・リオ
- ハリー：リカルド・コルテス
- トミー：ディック・パウエル
- シンプソン：ガイ・キビー
- ミセス・シンプソン：ルース・ドネリー
- プラット：ヒュー・ハーバート
- プラット夫人：ルイーズ・ファゼンダ
- ミッツィ：フィフィ・ドーセイ
- クレア：マーナ・ケネディ
- リチャード：ヘンリー・オニール
- ヒューゴ・フォン・フェリング：ロバート・バラット
- RHルノー：ヘンリー・コルカー
- ピート：スペンサー・チャーターズ

## プレ・コード
ジョルソンとハル・ルロイによるブラックフェイス・ミンストレル・ショーのフィナーレ「Goin' to Heaven on a Mule」は人種的ステレオタイプで描かれていた。
ダンスをしているカップルのもとにハンサムな男性が近づき、ダンスを求める。カップルの女性は自分が誘われたと思い同意するが、実は誘われたのはカップルの男性の方であった。それを見ていたアルは「男は男」と言う。このシーンはプロダクション・コードにより描写が禁止になるところであった。このシーンはドキュメンタリー『セルロイド・クローゼット』の冒頭で取り扱われた。

## 制作
バスビー・バークレーによる振付および監督のミュージカル・シーンは作品に広がりを持たせている。音楽はゲザ・ハーゼック、カール・ファーカス、ロバート・カッチャーによりオリジナルのブロードウェイ・ミュージカルのために作曲され、アール・ボールドウィンにより映画版のために編曲された。多くのミュージカル曲は、バンド・ディレクターが率いるビッグバンド、予告編によると「250名以上の世界一の美女」とされる豪華な衣装の多数のショーガールたちなど、1930年代の典型であった。

## 評価
この年、ワーナー・ブラザース最大のヒット作となった。ワーナー・ブラザースの記録によると、アメリカ国内で$1,264,000、国外で$771,000を得た。